# Brian Koopman
Brian Koopman (26 maart 1996) is een voormalig Nederlands profvoetballer die als aanvaller bij FC Den Bosch en RKC Waalwijk speelde.

## Carrière
Brian Koopman maakte zijn debuut in het betaalde voetbal op 19 augustus 2016, in de met 5-2 verloren uitwedstrijd tegen Jong Ajax. Hij kwam na 80 minuten in het veld voor Arda Havar. Ook mocht hij invallen in het met 2-5 verloren thuisduel tegen FC Volendam. In de 61e minuut verving hij Luuk Brouwers. Koopman speelde tevens enkele wedstrijden bij Jong FC Den Bosch in de Derde divisie zondag. In 2017 vertrok hij naar SC 't Zand.

### Statistieken
| Seizoen                        | Club           | Land           | Competitie     | Competitie | Competitie | Beker | Beker | Totaal | Totaal |
| Seizoen                        | Club           | Land           | Competitie     | Wed.       | Dlp.       | Wed.  | Dlp.  | Wed.   | Dlp.   |
| ------------------------------ | -------------- | -------------- | -------------- | ---------- | ---------- | ----- | ----- | ------ | ------ |
| 2016/17                        | FC Den Bosch   | Nederland      | Eerste divisie | 2          | 0          | 0     | 0     | 2      | 0      |
| Carrièretotaal                 | Carrièretotaal | Carrièretotaal | Carrièretotaal | 2          | 0          | 0     | 0     | 2      | 0      |
| Bijgewerkt op 17 februari 2019 |                |                |                |            |            |       |       |        |        |